# Melanomya cyrtoneurina
Melanomya cyrtoneurina är en tvåvingeart som först beskrevs av Zetterstedt 1859.  Melanomya cyrtoneurina ingår i släktet Melanomya och familjen spyflugor. Inga underarter finns listade i Catalogue of Life.